# Arthur Marchildon
Pour les articles homonymes, voir Marchildon.
Arthur Marchildon (10 mars 1920 à Zenon Park au Canada - 6 avril 1996) a été curé dans la province de Saskatchewan au Canada pendant près de cinquante ans.
L’abbé Arthur Marchildon a dédié sa vie à l’épanouissement de l’espace francophone dans la province de la Saskatchewan, un territoire majoritairement anglo-saxon où les Fransaskois représentent environ 2 % de la population. Il a reçu l'Ordre du Canada pour cette contribution.

## Biographie
Arthur Marchildon est né sur une ferme près du village de Zénon Park. Ses parents Gilbert Marchildon et Anna Lalonde étaient agriculteurs.  Arthur est le deuxième enfant d’une famille de quatorze. Il fait ses études primaires à l’école La Marseillaise et ses études secondaires au Collège Mathieu de Gravelbourg en Saskatchewan.
Fortement influencé par les pères Oblats qui voient en lui un futur chef dans la lutte pour la cause canadienne-française, Arthur Marchildon entame des études en théologie au Séminaire Mazenod de Gravelbourg et termine son éducation au Séminaire Saint-Augustin à Toronto (Ontario).
Il revient ensuite en Saskatchewan où il sera tour à tour curé de paroisse (Bonne Madone, North Battleford, St-Vital, Spiritwood, Fairholme, Domrémy et St-Brieux), inspecteur d’écoles, chef de file du mouvement coopératif et du dossier scolaire, instigateur de projets pour la jeunesse fransaskoise ainsi que grand bâtisseur d’églises, de centres culturels et de foyers pour personnes âgées.
Tout au cours de sa vie, l’abbé Marchildon épaulera sa communauté et son église. Jeune curé, il travaillera afin d’ériger la paroisse canadienne française Saint-André à North Battleford, paroisse qu’il servira pendant vingt-cinq ans.
En 1984, l’abbé Marchildon reçoit l’Ordre du Canada pour son travail auprès de la francophonie de l’Ouest canadien.
Travailleur invétéré, il est retrouvé mort en 1996 à l’âge de soixante-seize ans, à l’entrée de l’église de St-Brieux, quelques mois avant les célébrations prévues pour ses cinquante ans de prêtrise.
Les efforts de cet homme ont permis à des générations de Fransaskois de s’émanciper dans leur langue et leur culture.
Il est enterré à Zénon Park, en Saskatchewan.